# Garry Marshall
Garry Marshall (tên khai sinh Garry Kent Masciarelli; sinh ngày 13 tháng 11 năm 1934 – 19 tháng 7 năm 2016) là một diễn viên, đạo diễn, nhà sản xuất, biên kịch và diễn viên hài người Mỹ. Ông nổi tiếng nhờ sáng lập Happy Days và những phần ngoại truyện khác, phát triển vở kịch The Odd Couple (1965) của Neil Simon trong loạt phim truyền hình cùng tên và đạo diễn Pretty Woman, Runaway Bride, Valentine's Day, New Year's Eve, Mother's Day, The Princess Diaries, và The Princess Diaries 2: Royal Engagement.
Sáng ngày 19 tháng 7 năm 2016, Marshall qua đời tại một bệnh viện ở Burbank, California ở tuổi 81 vì viêm phổi sau một cơn đột quỵ.

## Thời thơ ấu và gia đình
Garry Kent Masciarelli sinh tại The Bronx, New York vào ngày 13 tháng 11 năm 1934, trong gia đình của Marjorie Irene (nhũ danh Ward), một giáo viên tap dance và Anthony Wallace Masciarelli, một nhà làm phim. Cha của Marshall mang dòng máu Ý, với gia đình cư ngụ ở San Martino sulla Marrucina, Chieti, Abruzzo, Ý. Mẹ của Marshall có gốc gác từ Đức, Anh và Scotland.
Họ của gia đình được cha của Marshall đổi từ "Masciarelli" sang "Marshall" sau khi ông chào đời năm 1934. Gia đình còn bao gồm hai người chị gái của Marshall, Penny Marshall và Ronny Hallin. Ông theo học tại Public School 80 và De Witt Clinton High School ở Bronx. Sau khi tốt nghiệp Trung học, ông đăng ký tại Đại học Northwestern, theo ngành báo chí. Marshall viết về thể thao trên báo The Daily Northwestern của trường và Alpha Tau Omega.

## Sự nghiệp điện ảnh

### Đạo diễn
| Năm  | Phim                                     |
| ---- | ---------------------------------------- |
| 1982 | Young Doctors in Love                    |
| 1984 | The Flamingo Kid                         |
| 1986 | Nothing In Common                        |
| 1987 | Overboard                                |
| 1988 | Beaches                                  |
| 1990 | Pretty Woman                             |
| 1991 | Frankie and Johnny                       |
| 1994 | Exit to Eden                             |
| 1996 | Dear God                                 |
| 1999 | The Other Sister                         |
| 1999 | Runaway Bride                            |
| 2001 | The Princess Diaries                     |
| 2004 | Raising Helen                            |
| 2004 | The Princess Diaries 2: Royal Engagement |
| 2007 | Georgia Rule                             |
| 2010 | Valentine's Day                          |
| 2011 | New Year's Eve                           |
| 2016 | Mother's Day                             |

### Diễn xuất
| Năm        | Tựa đề                                 | Vai                             | Ghi chú                                            |
| ---------- | -------------------------------------- | ------------------------------- | -------------------------------------------------- |
| 1950–58    | The George Burns and Gracie Allen Show |                                 |                                                    |
| 1964       | Goldfinger                             | Hoodlum                         | Không ghi nhận                                     |
| 1977       | Blansky's Beauties                     |                                 |                                                    |
| 1985       | Lost In America                        | Casino Manager                  |                                                    |
| 1986       | Jumpin' Jack Flash                     | Police Detective                | Không ghi nhận                                     |
| 1991       | Soapdish                               | Edmund Edwards                  |                                                    |
| 1992       | A League of Their Own                  | Walter Harvey                   |                                                    |
| 1993       | Hocus Pocus                            | Devil (Husband)                 | Cameo                                              |
| 1994–97    | Murphy Brown                           | Stan Lansing                    | 24 tập                                             |
| 1996       | Twilight of the Golds                  | Walter Gold                     | TV Movie                                           |
| 1997       | Pinky & The Brain                      | Mr. Itch - The Devil            | Lồng tiếng; tập: "A Pinky and the Brain Halloween" |
| 1999       | Never Been Kissed                      | Rigfort                         |                                                    |
| 1999; 2011 | The Simpsons                           | Larry Kidkill / Sheldon Leavitt | Lồng tiếng; 2 tập                                  |
| 2001       | Tomcats                                | Uncle Murray                    | Không ghi nhận                                     |
| 2001       | The Majestic                           | Studio Executive                | Lồng tiếng                                         |
| 2002       | Orange County                          | Arthur Gantner                  |                                                    |
| 2002       | Monk                                   | Warren Beach                    | Tập: "Mr. Monk and the Airplane"                   |
| 2002       | Sabrina, the Teenage Witch             | Mickey Brentwood                | Tập: "Bada-Ping!"                                  |
| 2004       | Father of the Pride                    | Bernie                          | Lồng tiếng; 5 tập                                  |
| 2005       | Chicken Little                         | Buck Cluck                      | Lồng tiếng                                         |
| 2005–08    | Angelica and Susie's Pre-School Daze   |                                 | Lồng tiếng                                         |
| 2006       | Keeping Up with the Steins             | Irwin Fiedler                   |                                                    |
| 2006       | Brothers and Sisters                   | Major Jack Wiener               | 2 tập                                              |
| 2008       | Hole in the Paper Sky                  | Warren                          |                                                    |
| 2008       | The Sarah Silverman Program            | Sharkcorp President             | Tập: "High, It's Sarah"                            |
| 2009       | Race to Witch Mountain                 | Dr. Donald Harlan               |                                                    |
| 2009       | According to Jim                       | Doctor                          | Tập: "Physical Therapy"                            |
| 2011–13    | The Looney Tunes Show                  | Dr. Weisberg                    | Lồng tiếng                                         |
| 2012       | Louie                                  | Lars Tardigan                   | 2 tập                                              |
| 2014       | Two and a Half Men                     | Garry                           | Tập: "Bite Me, Supreme Court"                      |
| 2014       | Liv and Maddie                         | Vic Defazerelli                 | Tập: "Space-Werewolf-A-Rooney"                     |
| 2014       | Life After Beth                        | Grandpa                         |                                                    |
| 2015       | Penn Zero: Part-Time Hero              | Soda Jerk                       | Lồng tiếng; 2 tập                                  |
| 2015       | Brooklyn Nine-Nine                     | Marvin Miller                   | Tập: "The Wednesday Incident"                      |
| 2015       | Hot in Cleveland                       | Ari                             | Tập: "All Dolled Up"                               |
| 2015       | BoJack Horseman                        | Abe                             | Lồng tiếng; Tập: "Yes And"                         |
| 2016       | The Odd Couple                         | Walter Madison                  | Tập: "Madison & Son"                               |

### Khác
| Năm       | Chương trình                                    | Ghi chú                                           |
| --------- | ----------------------------------------------- | ------------------------------------------------- |
| 1959–61   | Tonight Starring Jack Paar                      | Biên kịch                                         |
| 1961–64   | The Danny Thomas Show (hay Make Room for Daddy) | Biên kịch                                         |
| 1961–65   | The Joey Bishop Show                            | Biên kịch                                         |
| 1961–66   | The Dick Van Dyke Show                          | Biên kịch                                         |
| 1962–68   | The Lucy Show                                   | Biên kịch                                         |
| 1964      | Bob Hope Presents The Chrysler Theater          |                                                   |
| 1964      | Gomer Pyle, USMC                                | Biên kịch                                         |
| 1965–66   | Hank                                            | Nhà sáng lập                                      |
| 1966      | Hey, Landlord                                   | Đồng sáng lập, đồng sản xuất, biên kịch, đạo diễn |
| 1967      | Sheriff Who?                                    |                                                   |
| 1970–75   | The Odd Couple                                  | executive producer, writer, director              |
| 1972      | Me and the Chimp                                | creator                                           |
| 1972      | Evil Roy Slade                                  | co-producer, co-writer                            |
| 1974–84   | Happy Days                                      | creator, executive producer                       |
| 1974      | The Brian Keith Show                            | executive producer                                |
| 1974      | Dominick's Dream                                |                                                   |
| 1974      | Love, American Style                            |                                                   |
| 1975      | Wives                                           |                                                   |
| 1976–83   | Laverne and Shirley                             | creator                                           |
| 1977      | Blansky's Beauties                              | creator, executive producer                       |
| 1978–82   | Mork & Mindy                                    | creator, executive producer                       |
| 1978      | Who's Watching the Kids                         | creator, executive producer                       |
| 1979–80   | Angie                                           | creator, executive producer                       |
| 1979      | Beanes of Boston                                |                                                   |
| 1979      | Out of the Blue                                 |                                                   |
| 1979      | Makin' It                                       | co-creator                                        |
| 1981      | Mean Jeans                                      |                                                   |
| 1982–83   | The New Odd Couple                              | executive producer                                |
| 1982–83   | Joanie Loves Chachi                             | creator, executive producer                       |
| 1986      | Four Stars                                      |                                                   |
| 1986      | Nothing in Common                               | director                                          |
| 2015–2016 | The Odd Couple                                  | executive consultant                              |